# マーシャル・アレン
マーシャル・アレン（Marshall Allen、1924年5月25日 - ）は、アメリカ合衆国のフリー・ジャズおよびアヴァンギャルド・ジャズのアルト・サクソフォーン奏者である。また、フルート、オーボエ、ピッコロ、およびEVI（Crumar社のSteiner製の電子バルブ機器）でも演奏を行うことがある。
アレンはサン・ラとの仕事で最もよく知られており、1950年代後半からこのジャンルの音楽で主にレコーディングと演奏を行い、1993年からはサン・ラ・アーケストラを引き継いで率いてきた。評論家のジェイソン・アンケニーは、マーシャル・アレンを「戦後の最も特徴的でオリジナルなサックス奏者の一人」と解説している。

## 略歴
マーシャル・アレンは、ケンタッキー州ルイビルで生まれた。
第二次世界大戦中、彼は第92歩兵師団に入隊し、フランスに駐留した。アレンはパリでアルト・サックスを学び、ヨーロッパでアート・シモンズやジェームス・ムーディと共演した。
彼はアルトに対する花火効果の習熟度で最もよく知られている。彼は「和音ではなく、より広い音を基本として演奏したかった」と語っている（1971年、タム・フィフォリとのインタビュー）。1958年から1993年にサン・ラが亡くなるまで、ほぼ一緒に演奏し続ける機会がサン・ラとの長い付き合いによってもたらされたが、1964年にポール・ブレイのグループ、1960年代半ばにオラトゥンジのグループといった、アーケストラ以外との録音も行ってきた。評論家のスコット・ヤナウは、アレンの演奏を「別次元のジョニー・ホッジス」と表現している。
サン・ラとジョン・ギルモアが亡くなってから、アレンはアーケストラを率い、バンド・リーダーとして2枚のアルバムを録音した。2004年5月、アレンは、ニューヨークで開催された第9回ヴィジョン・フェスティバルにおけるパフォーマンスの一環として行われたアーケストラのステージで、80歳の誕生日を祝った。アレンは、2008年の誕生日にサリバン・ホール、また2018年にはイリジウム・ジャズ・クラブという、共にニューヨークにあるライブ・ハウスで誕生日を迎えた。
アレンは、ベーシストのヘンリー・グライムズとのニューヨーク界隈でのコラボレーションに頻繁に参加し、サン・ラの音楽に感銘を受けてきたフランシスコ・モラ・キャトレット、カール・クレイグらによる「インナーゾーン・オーケストラ」にも参加した。

## ディスコグラフィ

### リーダー・アルバム
- Mark-N-Marshall: Monday (1988年)
- Mark-N-Marshall: Tuesday (1988年)
- Pozest (1999年)
- Night Logic (2010年、RogueArt)

### 参加アルバム
ポール・ブレイ
- Barrage (1965年、ESP-Disk)

テリー・アダムス
- Terrible (1995年、New World Records)

トレイ・アナスタシオ
- Surrender to the Air (1996年、Elektra)

メデスキ、マーティン・アンド・ウッド
- The Dropper (2000年、Blue Note)

ザ・マフィンズ & ノエル・スコット
- Loveletter #2 The Ra Sessions (2005年、Hobart Films & Records)

Hawk Tubley & The Airtight Chiefs
- Cooking With Dynamite! (2011年)

デイヴ・ソルジャー
- The Eighth Hour of Amduat (2016年、Mulatta Records)